# Sromowce Niżne

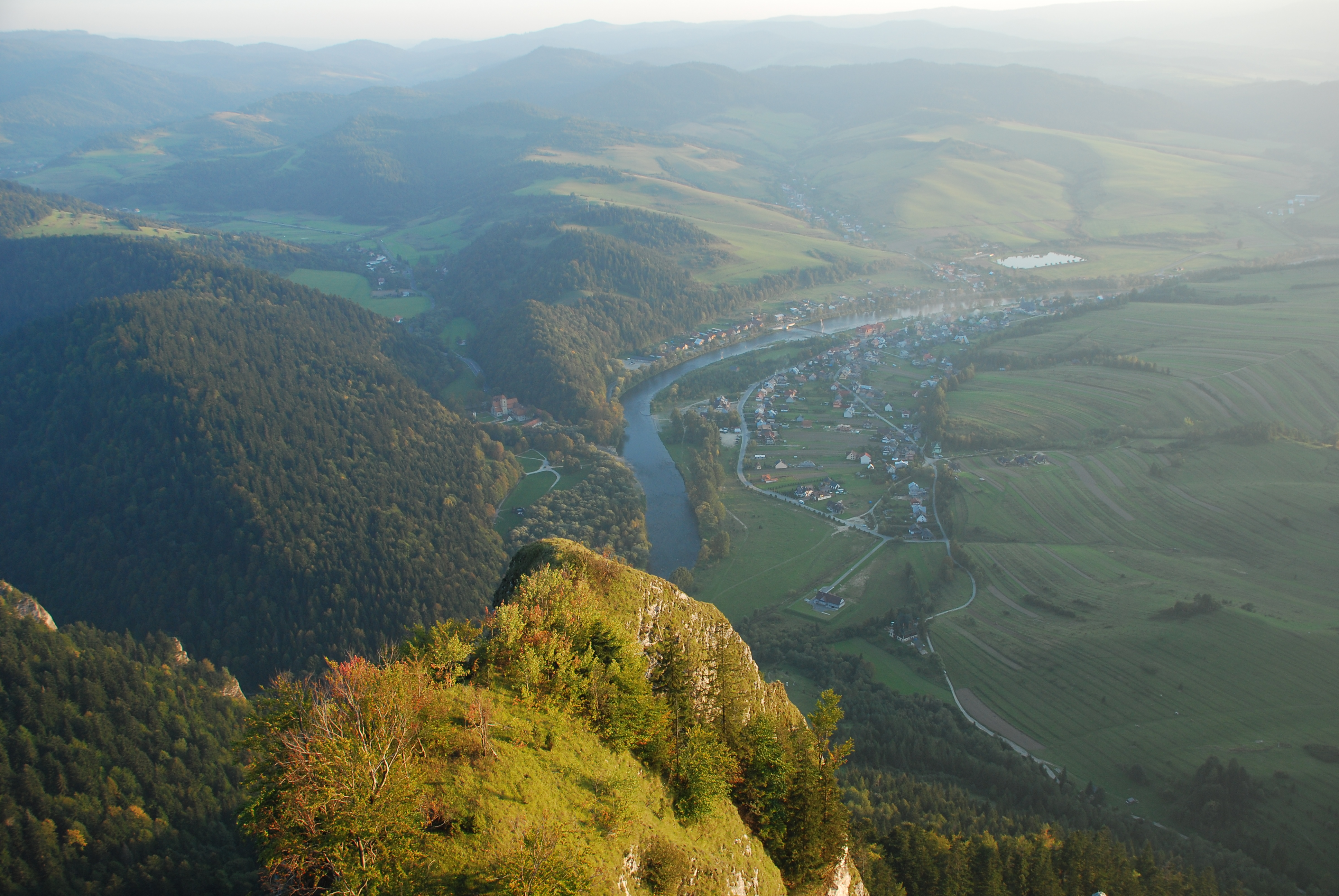
Ortsansicht

Sromowce Niżne ist eine Ortschaft mit einem Schulzenamt der Gemeinde Czorsztyn im Powiat Nowotarski der Woiwodschaft Kleinpolen in Polen.

## Geographie
Der Ort liegt am linken Ufer des Flusses Dunajec unterhalb den Pieninen.
Der Weiler Sromowce Średnie (średnie bedeutet mittel) gehört zu Sromowce Niżne. Sromowce Wyżne liegt im Westen. Im Süden grenzt er an die Slowakei (Červený Kláštor).

## Geschichte
Im Jahre 1323 wurden eine Kirche und eine Siedlung Przekop auf dem Handelsweg Via Regia erwähnt. Angeblich auf ihrem Grund wurde später nach Deutschem Recht ein neues Dorf von den Klarissen in Stary Sącz gegründet. Der erste Schultheiß war Nikolai de Bramsdorf pueri soblini dicti Sram. In den Jahren 1350 und 1352 wurden schon zwei Dörfer Sramovicz Superiori und Sramovicz Inferiori erwähnt. Sie gehörten zur Starostei Czorsztyn.
Bei der Ersten Teilung Polens kam das Dorf 1772 zum neuen Königreich Galizien und Lodomerien des habsburgischen Kaiserreichs (ab 1804).
1918, nach dem Ende des Ersten Weltkriegs und dem Zusammenbruch der k.u.k. Monarchie, kam Sromowce Niżne zu Polen. Unterbrochen wurde dies nur durch die Besetzung Polens durch die Wehrmacht im Zweiten Weltkrieg.
Von 1975 bis 1998 gehörte Sromowce Niżne zur Woiwodschaft Nowy Sącz.

## Sehenswürdigkeiten
- Holzkirche, gebaut angeblich 1513 (erwähnt 1596)
- Gemauerte Kirche, gebaut 1983–1988

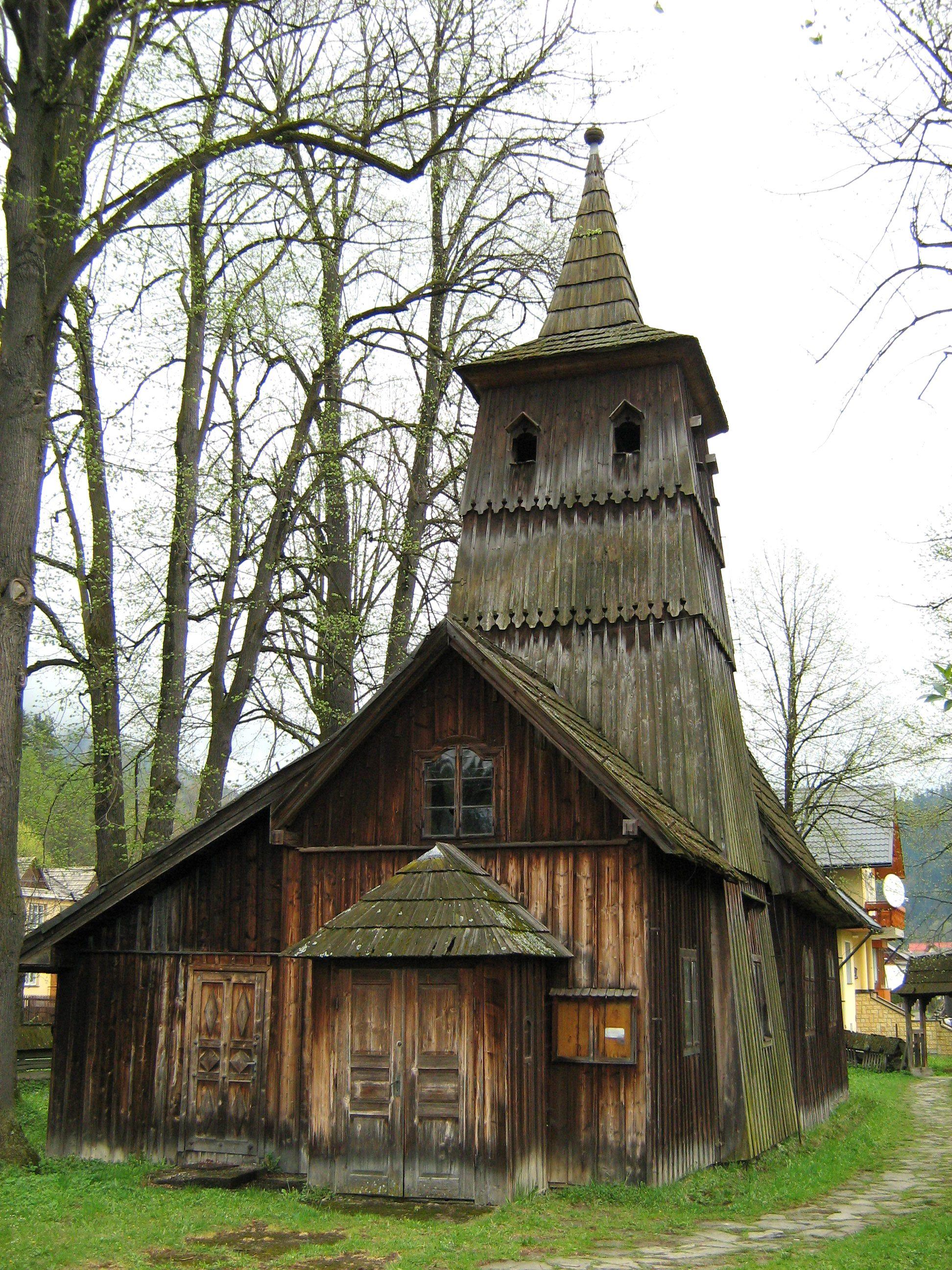
Holzkirche
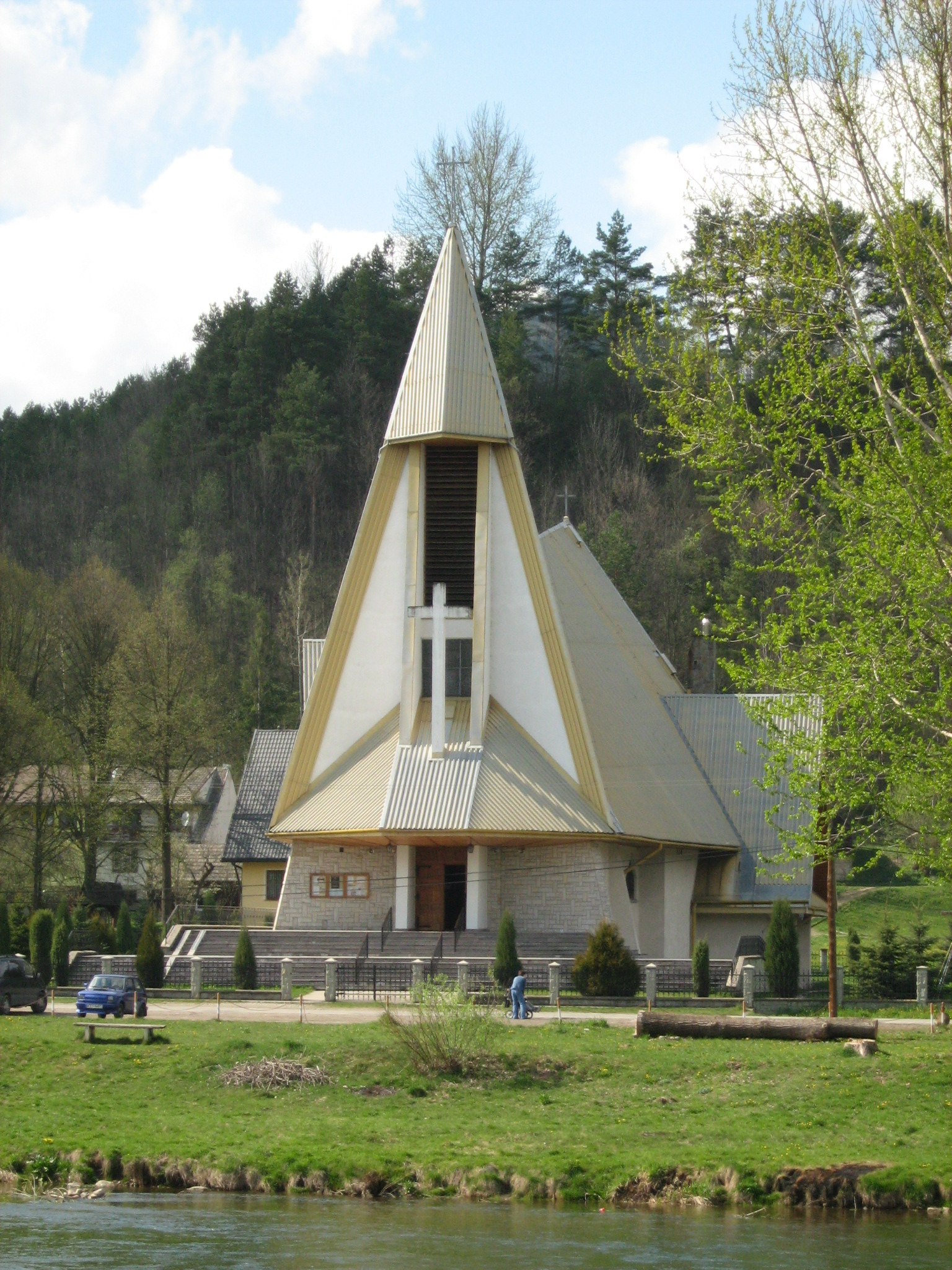
Neue Kirche